# Західний Будулан
Західний Будула́н (рос. Западный Будулан) — село у складі Агінського району Забайкальського краю, Росія. Входить до складу Будуланського сільського поселення.

## Історія
Село було утворено 2013 року шляхом виділення зі складу села Будулан.